# Печатный капитализм
Печатный капитализм (англ. print capitalism) — термин, введенный британским политологом и социологом Бенедиктом Андерсоном в рамках концепции «воображаемых сообществ», согласно которой нация представляет собой политическое сообщество, которое конструируется людьми и воображается как нечто ограниченное, гомогенное и суверенное.
Печатный капитализм рассматривается Андерсоном как механизм, посредством которого небольшие сообщества людей начали трансформироваться в целые нации, чьи границы определялись сферой распространения национальных языков при уменьшении роли «священных языков» — латыни и санскрита.

## Происхождение и содержание термина
Термин введен Бенедиктом Андерсоном в книге «Воображаемые сообщества», впервые изданной в 1983 году.
Согласно концепции Андерсона, печатный капитализм, чьим основным источником дохода является книгопечатание, распространился в Западной Европе в период с начала XV по середину XVI века. Будучи формой предпринимательской деятельности, в целях увеличения прибыли книгопечатание стремилось охватить как можно больший объем рынка. Изначально ориентировавшиеся на образованную Европу (то есть ту, что читала на латыни) и стремившиеся удовлетворить их спрос, книгоиздатели, однако, вскоре столкнулись с перенасыщением рынка латиноязычными книгами и падением собственных доходов, что побудило их расширить производство и начать осваивать огромные рынки путем издательства книг на родных языках масс, не знающих латынь.
Таким образом, следуя логике Б. Андерсона, термин «печатный капитализм» можно раскрыть как механизм построения наций путем распространения книгопечатания, который своей обязательной целью имеет получение прибыли за счет массовой реализации книгопечатной продукции на местных языках.

## Печатный капитализм и формирование воображаемых сообществ
По Андерсону, возникновение печатного капитализма стало возможным в период упадка трех основополагающих культурных постулатов:
1. вера в то, что знание некого сакрального письменного языка (к примеру, латыни или санскрита) дает доступ к некой онтологической истине
2. вера в то, что общество естественно организуется под властью одного монарха, выбранного божественным провидением
3. вера в то, что история и космология есть одно и то же

Научный прогресс, географические открытия и развитие коммуникаций, как полагает Андерсон, «вбивает клин между космологией и историей», в связи с чем человечество начинает искать новое объяснение собственной идентичности и своей связи с окружающими людьми. Это объяснение и смог ему дать печатный капитализм, благодаря которому отдельные местные общности людей стали сознавать себя единым сообществом, с которого, как пишет Андерсон, и начался процесс формирования нации. При этом росту национального самосознания способствовало не просто массовое распространение печатной продукции (литературы и периодики) на местных языках, но и сам процесс формирования этих местных языков. Последние рождались из сотворенных капитализмом печатных языков, которые в свою очередь представляли собой совокупность нескольких родственных устных языков, на которых говорили массы. Андерсон пишет: «Люди, говорившие на колоссальном множестве французских, английских или испанских языков, которым могло оказываться трудно или даже невозможно понять друг друга в разговоре, обрели способность понимать друг друга через печать и газету».
Таким образом, унификация языка и его устойчивость благодаря его «бесконечному воспроизведению» в книгах и периодике привела к тому, что люди стали осознавать себя частью единого сообщества с общими представлениями об истории, с общим языком и с общими мифами. Именно этот процесс и подготовил почву для формирования современных наций. Печатный капитализм в этом формировании является основным инструментом, что дает основания Андерсону утверждать, что нации являются не чем иным, как «особого рода культурными артефактами».

## Печатный капитализм в восточных странах
Сегодня некоторые исследователи, изучающие возникновение печатного капитализма в мусульманских странах, полагают, что в отличие от Запада, на Востоке печатный капитализм способствовал не столько формированию наций, сколько распространению идей, оказывающих существенное влияние на жизнь и существование восточных народов.
Распространившись в Европе к середине XVI века, в восточные страны печатный капитализм, однако, проник гораздо позже — к середине XIX века. Между тем, как отмечает исследователь ислама Френсис Робинсон, распространение печатного капитализма в мусульманских странах не произошло раньше не ввиду технических сложностей, а ввиду устного характера исламской культуры и общего скепсиса мусульман относительно письменной речи. К XIX веку, однако, с падением роли ислама (в основном, в Южной Азии) улемы стали использовать печать как оружие для защиты веры. Распространение в печати религиозных текстов ислама, как пишет Ф.Робинсон, в итоге привело к возникновению идеи панисламизма и формированию «воображаемых сообществ» мусульман, а также к падению авторитета улемов, так как их монополия на передачу сакрального знания была уничтожена печатью.
Другой исследователь, Ирвин Шик отмечает роль печатного капитализма в формировании идей эмансипации женщин внутри турецкой нации в конце XIX — начале XX века. По его мнению, широкая трансформация турецкого общества, произошедшая посредством принятия идеи о моногамных браках и о свободе женщин, стала возможной исключительно благодаря коммерческим интересам владельцев типографий. Распространение литературы и периодики, отстаивавших права женщин на сексуальность и равенство с мужчинами, являлось для них лишь источником прибыли.

## Критика
Печатный капитализм как один из элементов конструктивистской теории нации в основном критикуется противниками конструктивизма. Так, Энтони Маркс, автор книги «Faith in Nation: Exclusionary Origins of Nationalism», отрицает основополагающую роль печатного капитализма в формировании наций, так как ранние формы национализма наблюдались в Европе еще до появления капитализма и развития печати. Не подвергая сомнению важность в развитии национализма таких факторов как рост грамотности, распространение литературы на национальных языках и индустриализации, Э. Маркс настаивает на том, что начало этого процесса основывается на менее «спонтанных социальных факторах».
На спонтанность и вторичность печатного капитализма как фактора развития национализма указывает и марксизм. Марксисты подвергают критике тезис Андерсона о «наполовину случайном» взаимодействии капитализма и печати, так как полагают, что процессы их развития более фундаментальны. Так, связанность разобщенных сельских общин Европы в середине XV века, а также унификация европейских языков, с точки зрения марксизма, является следствием не печатного капитализма, а развития купеческих торговых сетей, так как необходимость постоянных коммуникаций в процессе рыночного обмена разрушала самобытность местных диалектов. Другим аргументом в пользу вторичности печатного капитализма является тезис о том, что распространение печатной продукции на местном унифицированном языке могло стать возможным только тогда, когда аудитория стала способна хотя бы частично воспринимать информацию на этом языке.